# سابینا
سابینا (انگلیسی: Sabena) شرکت هواپیمایی بلژیکی است، که در سال ۱۹۲۳ تأسیس شد.